# Аллами, Суаад
Суаад Аллами — активистка за права женщин.

## Биография
Её мать была неграмотной, но поощряла Суаад к получению образования. Аллами стала юристкой, специализирующейся на правах женщин. В 2007 году основала некоммерческую организацию «Женщины за прогресс», а с 2011 года руководит Центром «Женщины за прогресс». «Женщины за прогресс» предоставляют множество услуг, включая законодательную защиту, профессиональную подготовку, консультирование по вопросам домашнего насилия, медицинские осмотры, обучение грамоте, уход за детьми и предоставление возможности для занятий спортом.
Аллами также основала женский центр в своём родном Мадинат-эс-Садр.
В 2009 году она получила Международную женскую премию за отвагу.
В ознаменование получения награды Global Vital Voices Award, Суаад согласилась дать интервью журналу Nina, в результате чего была опубликована история Vital Voice of Leadership, которая получила широкое распространение и огласку.